# FIFA 18
FIFA 18 és un videojoc de futbol, desenvolupat per Electronic Arts i publicat per EA Sports Canadà. És el 25è de la sèrie de videojocs de la FIFA. Va sortir a la venda el 29 de setembre del 2017 i a la portada hi és Cristiano Ronaldo Tanmateix hi ha una edició col·leccionista amb Ronaldo a la portada. Aquest és el tercer joc de la FIFA de la sèrie, després de l'anterior FIFA 17, a emprar el motor de joc Frostbite, amb excepció de les versions per Play Station 3, Xbox 360 i Nintendo Switch.

## Portades
L'encarregat de protagonitzar la portada de l'edició estàndard, anomenada Ronaldo edition és Cristiano Ronaldo, guanyador de la Pilota d'Or el 2017. Així doncs, Ronaldo és portada de l'edició col·leccionista, anomenada Icon Edition
| Edició          | Regió  | Jugador           |
| --------------- | ------ | ----------------- |
| Estàndard       | Global | Cristiano Ronaldo |
| Col·leccionista | Global | Ronaldo           |

## FUT Icones
Aquests són els jugadors confirmats el 2017: Ronaldinho, Ronaldo, Diego Maradona, Pelé, Thierry Henry, Lev Yashin, Peter Schmeichel, Carles Puyol, Ruud Gullit, Jay Jay Okocha, Patrick Vieira, Deco, Alessandro Del Piero, Rio Ferdinand i Michael Owen. Un catàleg brillant el de FUT ICONS Stories, on els futbolistes compten amb fins a tres versions basades en diferents moments de la seva carrera. Per exemple, en el cas de Ronaldinho, la primera se centra en la seva etapa al PSG, quan es va coronar campió del món amb Brasil al Mundial de l'any 2002 a Corea i Japó. La segona, ja al FC Barcelona, on es va erigir com el millor jugador del món i va brindar la segona Champions League al palmarès del Barça. Finalment, els seus anys a l'AC Milan.

## El Camí:Hunter torna
En aquesta edició, Alex Hunter torna a aparèixer al mode història amb nous personatges i noves trames. Aquesta vegada, el personatge creat per EA Sports viatja pel món amb una història més complexa que a l'edició anterior. Està formada per sis capítols amb els seus corresponents objectius i el jugador té l'oportunitat de personalitzar-lo canviant-li el pentinat, la roba o fins i tot afegint-li tatuatges. A més, en aquesta edició existeix la possibilitat de triar nous personatges en aquest mode de joc.
En relació amb la jugabilitat, les decisions que prenguis dins del camp tenen un impacte més gran i hi ha la possibilitat de jugar el mode història en local multijugador al costat d'altres jugadors.

## Altres Novetats Respecte al FIFA 17

### Noves posicions dels jugadors
Les noves posicions dels jugadors et permeten tenir més llibertat de moviment mentre els teus companys d'equip analitzen el camp de joc i reaccionen d'acord amb la situació: corrent a tota velocitat de manera coordinada o trobant espais per a recolzar un atac sòlid. Pots veure a jugadors allunyar-se del mig camp per a assistir a un jugador clau, anticipar-se a una passada filtrada precisa i obrir la defensa en fer paret doble amb els companys d'equip.

### Estils de joc dels equips
A FIFA 18, reconeixes immediatament algunes de les tàctiques més reconegudes del món al camp de joc. Ja sigui el catenaccio o un contraatac, passades ràpides o jugades directes, veus alguns dels estils de joc dels millors clubs d'Europa recreats de manera autèntica. A més, pots notar la diferència als enfocaments d'atac i defensa cada vegada que tries un nou club o rival.

### Substitucions ràpides i dinàmiques
Pots fer substitucions al joc sense haver de d'aturar el partit, gràcies a les substitucions per context. Tant si vas malgastar una oportunitat de gol com si vas atorgar un gol, pots decidir quan vulguis si necessites fer una substitució sense haver d'anar al menú.

### Squad Battles
Tal com trobem a la pàgina Vandal
Squad Battles és una manera de joc introduït en FIFA 18, és molt similiar al mètode de joc FIFA Ultimate Team Champions (FUT Champions), ja que compta també amb un sistema de recompenses, competicions i progressió de nivell molt semblant, però amb la peculiaritat que Squad Battles és una manera per a un únic jugador contra la IA, competint contra plantilles dissenyades per altres jugadors. A causa de totes aquestes raons, es tracta de la millor manera per guanyar monedes ràpidament i d'una manera relativament fàcil.
Les recompenses de Squad Battles són setmanals, es poden arribar a jugar un màxim de 4 partits al dia, entre setmana i 4 partits cada 8 hores els dies corresponents al cap de setmana, de manera que si fem tots els partits podrem disputar un total de 44 partits.
Pel simple fet de jugar un sol partit ja rebrem a canvi un sobre de recompensa. Com més partits juguem més punts obtindrem, pujant llocs en el rànquing mundial, i depenent de la nostra posició en finalitzar la setmana rebrem millors o pitjors recompenses.
Aquest rànquing és dinàmic, s'actualitza constantment tenint en compte les puntuacions de la resta de jugadors, i les parades es decideixen amb una mitjana de puntuació entre tots els competidors.
Per valorar els punts que obtenim després de cada partit es tenen en compte una sèrie de valors, com són el resultat del partit (haver guanyat, empatat o perdut) els gols ficats o encaixats, o la dificultat que hàgim triat abans de disputar el partit : debutant, principiant, aficionat, professional, classe mundial, llegenda o extrema.
Hi ha rivals nous disponibles cada dia amb els quals competir, sempre hi ha quatre equips disponibles contra els que competir, i les plantilles més difícils ofereixen més recompenses. Només cal triar un rival i moure'ns entre les diferents dificultats per veure els punts que podrem arribar a obtenir per disputar aquest partit.
| Ranquing         | Recompenses                                                                            |
| ---------------- | -------------------------------------------------------------------------------------- |
| Puntuació 1      | Sobres Ultimate (x2) Megasobre únic (x2) 100.000 monedes                               |
| Puntuació 2-10   | Sobre Ultimate Sobre de jugadors únics (x2) 87.500 monedes                             |
| Puntuació 11-20  | Sobre de jugadors únics (x2) Sobre jumbo de jugadors únics 75.000 monedes              |
| Puntuació 21-50  | Megasobres (x2) Sobre jumbo de jugadors únics 65.000 monedes                           |
| Puntuació 51-100 | Megasobres (x2) Sobre de jugadors únics 65.000 monedes                                 |
| Elit 1           | Megasobre (x2) 39.000 monedes                                                          |
| Elit 2           | Megasobre (x2) 25.000 monedes                                                          |
| Elit 3           | Sobre de or únic Sobre de jugadors or premium Sobre de or jumbo premium 25.800 monedes |
| Or 1             | Sobre de jugadors or premium Sobre de or jumbo premium (x2) 12.400 monedes             |
| Or 2             | Sobre de jugadors or premium Sobre de or jumbo premium 13.000 monedes                  |
| Or 3             | Sobre de or jumbo premium (x2) 12.000 monedes                                          |
| Plata 1          | Sobre de or premium (x2) Sobre de or 10.900 monedes                                    |
| Plata 2          | Sobre de or (x2) Sobre de or premium 4.850 monedes                                     |
| Plata 3          | Sobre de or (x2) 2.000 monedes                                                         |
| Bronze 1         | Sobre de or Sobre de plata 1.150 monedes                                               |
| Bronze 2         | Sobre de recompensar jugador de cessió ultimate                                        |
| Bronze 3         | Sobre de recompensa jugador de cessió premium                                          |

## Comentaristes
A l'Hispanoamèrica només està confirmada, la veu de Fernando Palomo.